# کریس پونتیوس (فوتبال)
کریس پونتیوس (انگلیسی: Chris Pontius؛ زادهٔ ۱۲ مهٔ ۱۹۸۷) یک بازیکن فوتبال اهل ایالات متحده آمریکا است.